# Yolanda Entius
Yolanda Entius (Den Haag, 6 december 1961) is een Nederlands schrijfster en actrice. 

## Levensloop
Haar jeugdjaren bracht ze door in Den Haag, Waddinxveen en Stolwijk. Op haar zeventiende ging zij geschiedenis studeren aan het Historisch Seminarium in Amsterdam. Begin jaren 80 ging ze naar de Toneelschool. Na haar afstuderen was zij werkzaam als acteur, scenarioschrijver en filmregisseur. In 2005 verscheen haar romandebuut "Rakelings".

## Carrière
Entius was te zien in de films Ornithopter en Reis zonder einde, beiden van Annette Apon,  en in de comedy Krokodillen in Amsterdam, waarvoor zij mede het scenario schreef. In 1996 verscheen de door haar geschreven en geregisseerde film  Laagland, een jaar later gevolgd door de Lolamoviola (VPRO) "Wintergasten". Ze speelde diverse kleine televisierollen voor BVD, Hertenkamp en TV7. Momenteel is zij voornamelijk werkzaam als schrijver.
Op toneel was Entius  te zien in voorstellingen van haarzelf, en van Koos Terpstra, Ernst Braches, Theater van het Oosten en Theatergroep Mugmetdegoudentand. 
Haar eerste roman, Rakelings, verscheen in 2005 bij uitgeverij Querido. Dit werk werd bekroond met de Selexyz Debuutprijs 2006. In 2007 verscheen de roman Alleen voor helden en in 2010 De gelukkigen.
In 2011 stapte zij over naar Cossee. Hier verscheen in dat jaar Het kabinet van de familie Staal. De roman stond op de longlist van de AKO Literatuurprijs 2011. Entius werd genomineerd voor de Halewijnprijs, Het kabinet van de familie Staal werd genomineerd voor de Opzij Literatuurprijs 2012. In 2017 verscheen Entius’ eerste boek bij Van Oorschot: Abdoel en Akil, dat gaat over de weerslag van verkrachting op vrouwenlevens. 